# دلت کجا رفت؟
دلت کجا رفت؟ (انگلیسی: Where Did Your Heart Go?) ترانه‌ای است که توسط دو هنرمند آمریکایی دیوید واس و دان واس نوشته شد. این ترانه نخستین بار در سال ۱۹۸۱ توسط گروه موسیقی دیسکو-راک «واس (نات واس)» به صورت تک‌آهنگ در بریتانیا ضبط و منتشر شد و سپس به‌عنوان اولین آهنگ از نخستین آلبومشان ارایه گردید.

## نسخهٔ اجراشده توسطوام!
این ترانه در ۱۴ اکتبر ۱۹۸۶ توسط گروه پاپ دونفرهٔ بریتانیایی وام! بازخوانی و بازاجرا شد و یکی از سه پشت صفحه (B-side) آلبوم آنها «لبهٔ بهشت» بود که در بریتانیا به رتبهٔ نخست دست یافت. در برخی کشورها از جمله ایالات متحده آمریکا، این ترانه به‌صورت آخرین تک‌آهنگ این گروه موسیقی منتشر شد و به صدر ۱۰۰ آهنگ داغ بیلبورد راه یافت. تهیه‌کننده و تنظیم‌کننده این اجرا جرج مایکل بود و مهندسی صدا توسط کریس پورتر انجام شد.

### تنظیم
تنظیم جرج مایکل برای این ترانه نسبتاً به نسخهٔ اصلی واس (نات واس) وفادار بود و تنها تغییرات اندکی در سازبندی و ساختار آن انجام شد. جرج مایکل پیش‌درآمد کُر آنرا با یک پیش‌درآمد سازی و بی‌کلام جایگزین کرد. بخش پایانی آرام و ملایم ترانه نیز در نسخهٔ وام! طولانی‌تر شده در حالی که در نسخهٔ اصلی، واس (نات واس) به‌سرعت پس از خاتمهٔ آخرین هم‌خوانی آهنگ را تمام می‌کنند. در نسخهٔ جرج مایکل ترانه یک و نیم دقیقه طولانی‌تر است.
نسخهٔ اجراشدهٔ وام! از این ترانه، بیشتر متمایل به یک بالاد سافت راک است که به سبب تغییر در تِـمپو و تصریف آوازی آن است. تنظیم جرج مایکل بیشتر متکی بر سینث‌سایزر و ساکسوفون است و صدای خواننده کمتر در پس‌زمینهٔ سازی غوطه‌ور است به نحوی که گیتار بیس و درامز به مراتب آرام‌تر هستند. صدای جرج مایکل هم نسبت به «سوئیت پی اتکینسون» ملایم‌تر است؛ بجز خط آخر ترانه که می‌گوید «و از نظر محو شد»، که صدایش بالاتر می‌رود.

### نماهنگ
نماهنگ رسمی این ترانه برای گروه وام! توسط جرج مایکل و اندی موراهان کارگردانی شده‌است.

## پرسنل
- جرج مایکل - کیبردز، برنامه‌ریزی، تهیه‌کننده، تنظیم‌کننده
- دیان استوس - گیتار بیس
- دنی شوگر - کیبردز
- اندی همیلتون - ساکسوفون
- کریس پورتر - مهندس صدا، میکس